# Frank Lehmkuhl
Frank Lehmkuhl, verheirateter Frank Krüsmann (* 9. April 1966 in Hagen) ist ein deutscher ehemaliger Basketballspieler.

## Laufbahn
Der zwei Meter große Lehmkuhl stand von 1986 bis 1989 sowie von 1993 bis 1995 im Bundesliga-Aufgebot des SSV Goldstar Hagen (Namensänderung in Brandt Hagen im 1990). In den 1990er Jahren nahm der auf der Innenposition eingesetzte Lehmkuhl mit der Mannschaft auch am Europapokalteil. Im Januar 1994 gewann er mit Hagen den DBB-Pokal.
Er heiratete Petra Krüsmann, die Tochter eines früheren Hagener Trainers Peter Krüsmann und wurde als Doktor der Statistik beim Bayer-Konzern in Wuppertal beruflich tätig. 2015 wurde er mit der Ü50-Mannschaft der SG Boele-Kabel/Telgte Deutscher Meister.